# Ван (вілаєт)
38°29′39″ пн. ш. 43°22′48″ сх. д. / 38.494166666667° пн. ш. 43.38° сх. д.
Ванський вілаєт (осман. ولايت وان) — вілаєт Османської імперії, що розташовувався на сході Малої Азії, біля озера Ван. Утворений 1878 року з частини Ерзурумського еялету з площею 39 тис. км². У 1922 році увійшов до складу Турецької республіки, після чого його реформовано.

## Історія
У 1864 році Ванський еялет став частиною Ерзурумського еялету, а у 1875 році виокремлено у самостійний вілаєт Ван. У 1888 році до Ванського вілаєту було долучено вілаєт Хаккярі. Розташування біля кордонів Російської імперії та Персії призвело до перетворення вілаєту на своєрідну фортецю: практично усі міста мали оборонні споруди, також на кордоні у 1880-1890-х роках зведено потужні фортеці та укріплення.
У 1879 році звідси поширилося повстання курдів на чолі із Шейхом Убайдаллахом, що невдовзі охопила райони навколо озера Урмія в Персії. У 1880 році його вдалося придушити спільними діями османських та перських військ. У 1895—1896 роках за намовою султанського уряду відбулася різанина вірмен в селах вілаєту, проте населення міста Ван було захищено організаціями Арменакан, Гнчак і Дашнакцутюн.
Під час Першої світової війни вірмени та ассирійці розглядали російські війська як захисників проти мусульман, тому усіляко їм сприяла. У відповідь османський уряд у 1915 році влаштував різанину вірменського та ассирійського населення. Безпосередньо керував діями валі (губернатор) Ванського вілаєту Гевдет-бей. Але в травні почалося повстання вірменського населення, яке захопило місто Ван й витримало важку облогу до підходу російських військ. Втім невдовзі османські війська відвоювали місто Ван. Надалі вілаєт став місцем запеклих битв. Лише в середині 1916 року було втрачено Ван та увесь вілаєт, де російське командування створило Ванську область під орудою генерал-губернатора (йому також підпорядковувалися інші захоплені вілаєти османської імперії).
У 1917 році після повалення Тимчасового уряду Росії та відходу військ османська армія відвоювала Ванський вілаєт. З 1918 року він став об'єктом боротьби з Вірменію, що стала незалежною. У 1920 році за Севрським договором колишній османський вілаєт повинен був стати частиною Вірменської республіки, проте поразки Греції та Франції у війни з Турецькою республікою змінило хід подій. Водночас в Ван поширився курдський рух за незалежність. Лише у 1922 році турецький уряд зумів встановив тут свою владу. Того ж року вілаєт було реформовано в провінції Хаккярі, Ширнак, Ван.

## Структура та адміністрація
Вілаєт складався з 2 санджаків:
- Ванський санджак мав 5 кази: Ван, Ерджиш, Чатак, Аділджеваз, Геваш.
- санджак Хаккарі — 6 кази: Хаккярі, Башкале, Озалп, Шемдінлі, Юксекова, Гюрпинар.

Лише в цьому вілаєті збереглися автономні володіння курдів. Це була вимушена дія уряду з огляду на кількість курдського населення та вливовість їх очільників. На 1900 рік залишилася 4 володіння: Хаккярі, Махмуді (зі столицею в м. Сарай), Оджаклік-Кутуз та Оджаклік-Мютюз.

## Населення
Відповідно до перепису 1885 року в провінції мешкало 376,297 осіб.
У 1906 році згідно офіційного перепису (не включено жінок та дітей) в вілаєті було 179 422 мусульман (насамперед курдів), 67 797 вірмен, 1,383 — юдеїв. Згідно відомостей Константинопольського патріархату Вірменської апостольської церкви в Ванському вілаєті в 1912 році було 313 тис. мусульман, 130 тис. вірмен та 65 тис. — ассирійців та халдеїв, 1.798 — юдеїв. В результаті подій 1915—1917 років кількість вірмен та ассирійців значно зменшилася. У 1918 році почалося переслідування  курдів-єзидів, багато з яких вимушені булі тікати до Грузії.

## Економіка
Основу становили землеробство і тваринництво. При цьому першим займалися християни, а другим — курди. Вирощувалися пшениця, просо, кукурудза, льон, конопля, овочі, фрукти. У значній кількості вирощувався тютюн, що експортувався до Персії. Пшениця та просо насамперед були поширені на півночі вілаєту, а кукурудза — в центральних санджаках. Також в провінції вироблялася значна кількість вина, що постачалася до інших вілаєтів.
Доволі розвиненим було вівчарство. Перед Першою світовою війною нараховано більш ніж 3 млн овець. З огляду на це Ванський вілаєт був значним постачальником вовни на фабрики імперії, її також вивозили через Трабзон до Європи. Зберігалися традиційні ремесла, насамперед виготовлення килимів.
З огляду на прикордонний статус мінеральні багатства (нафта та газ в Кордзоті, буре вугілля, свинець, мідь, аурипігмент, граніт, крейда, гіпс, вапно, золото, блідень та сіль) були не усі достатньо розроблені. В значних кількостях добували сіль, блідень, мідь, вапно, гіпс.